# Islam in Armenien

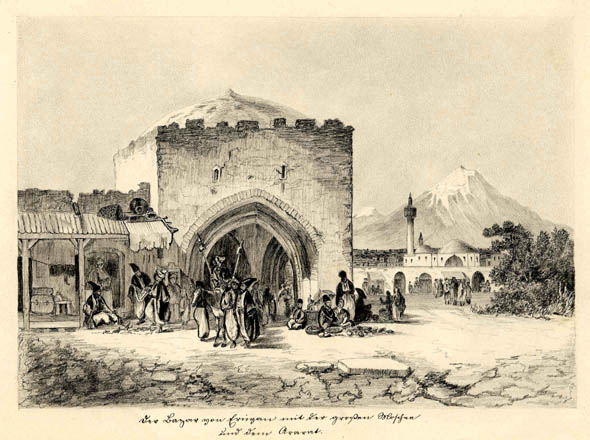
Der Basar von Eriwan mit der großen Moschee (um 1875)

Der Islam galt über Jahrhunderte hinweg neben dem Christentum als eine der vorherrschenden Religionen auf dem Territorium des heutigen Armeniens. Eine dominante Rolle spielte der Islam vor allem ab dem 18. Jahrhundert mit der Gründung des Khanats Jerewan.

## Islamisierung
Der Islam begann im siebten Jahrhundert in das Territorium des heutigen Armeniens einzudringen. Arabische und später kurdische Stämme begannen sich nach den ersten arabischen Invasionen im 7. Jahrhundert in Armenien niederzulassen und spielten eine bedeutende Rolle im politisch-sozialen Leben des Landes in folgenden Jahrhunderten. Um ihre Macht zu stärken und den Islamisierungsprozess zu beschleunigen, siedelten die arabischen Kalifen in neu besetzten Gebieten arabische Stämme an. Die islamisch-muslimischen Elemente in armenisch besiedelten Territorien erstarkten sich allerdings erst mit den Eroberungszügen der türkischstämmigen Seldschuken im 11. Jahrhundert. Mit dem Sieg über das Byzantinische Reich in der Schlacht bei Manzikert 1071 brachten Seldschuken große Teile Anatoliens und Armenien unter ihre Kontrolle. Mit der mongolisch-tatarischen Invasion im 13. Jahrhundert und dem Feldzug von Timur im 14. Jahrhundert zogen weitere türkische Stämme aus Zentralasien nach Transkaukasien. Ende des 16. bis Anfang des 17. Jahrhunderts wurde das heutige Armenien (vor allem die Provinz Eriwan) zusätzlich noch durch vier Turkstämme – Üstadschli, Alpout, Bayat und Kadscharen bevölkert.

## Kulturelles Erbe
Zum Zeitpunkt des Zweiten Russisch-Persischen Krieges (1826–1828) belief sich die Bevölkerungszahl des Khanats Jerewan (Eriwan) auf 107.000 Menschen, darunter 87.000 Muslime (überwiegend Aserbaidschaner). Laut statistischen Daten der Zarenverwaltung, die 1831, d. h. erst drei Jahre nach dem Kriegsende veröffentlicht wurden, ging die Anzahl der muslimischen Bevölkerung in nur kürzester Zeit bis auf 50.000 zurück. Dennoch blieb u. a. die Stadt Eriwan mehrheitlich muslimisch. Nahezu alle Moscheen in Eriwan, die bis 16. Jahrhundert errichtet worden waren, wurden während osmanisch-safawidischer Kriege zerstört, als die Stadt im Zuge kriegerischer Auseinandersetzungen von Hand zu Hand ging. Nach der Einnahme der Stadt durch russische Truppen wurde die 1582 von Türken errichtete Festungsmoschee auf Anweisung des Generals Iwan Paskewitsch in eine russisch-orthodoxe Kirche umgewandelt. Die nach der Fürbitte des Heiligen Muttergottes genannte Kirche wurde am 6. Dezember 1827 eingeweiht. Gemäß statistischem Bericht der Kaukasischen Statthalterschaft des Zarenreichs aus dem Jahr 1870 gab es im Gouvernement Eriwan insgesamt 269 schiitisch islamische Gotteshäuser, die meisten davon auf dem Gebiet des heutigen Armeniens.
Jean-Marie Chopin erwähnt acht Moscheen, die allein Eriwan Mitte des 19. Jahrhunderts beherbergte:
- Eriwan mit seinen Moscheen und Minaretten bei der Einnahme durch russische Truppen 1827. Gemälde von Franz RoubaudAbbas-Mirza-Moschee
- Mohammed-Chan-Moschee
- Sali-Chan-Moschee
- Schah-Abbas-Moschee
- Nowrus-Ali-bek-Moschee
- Blaue Moschee
- Sartip-Chan-Moschee
- Hadschi-Dschafar-bek Moschee[11]

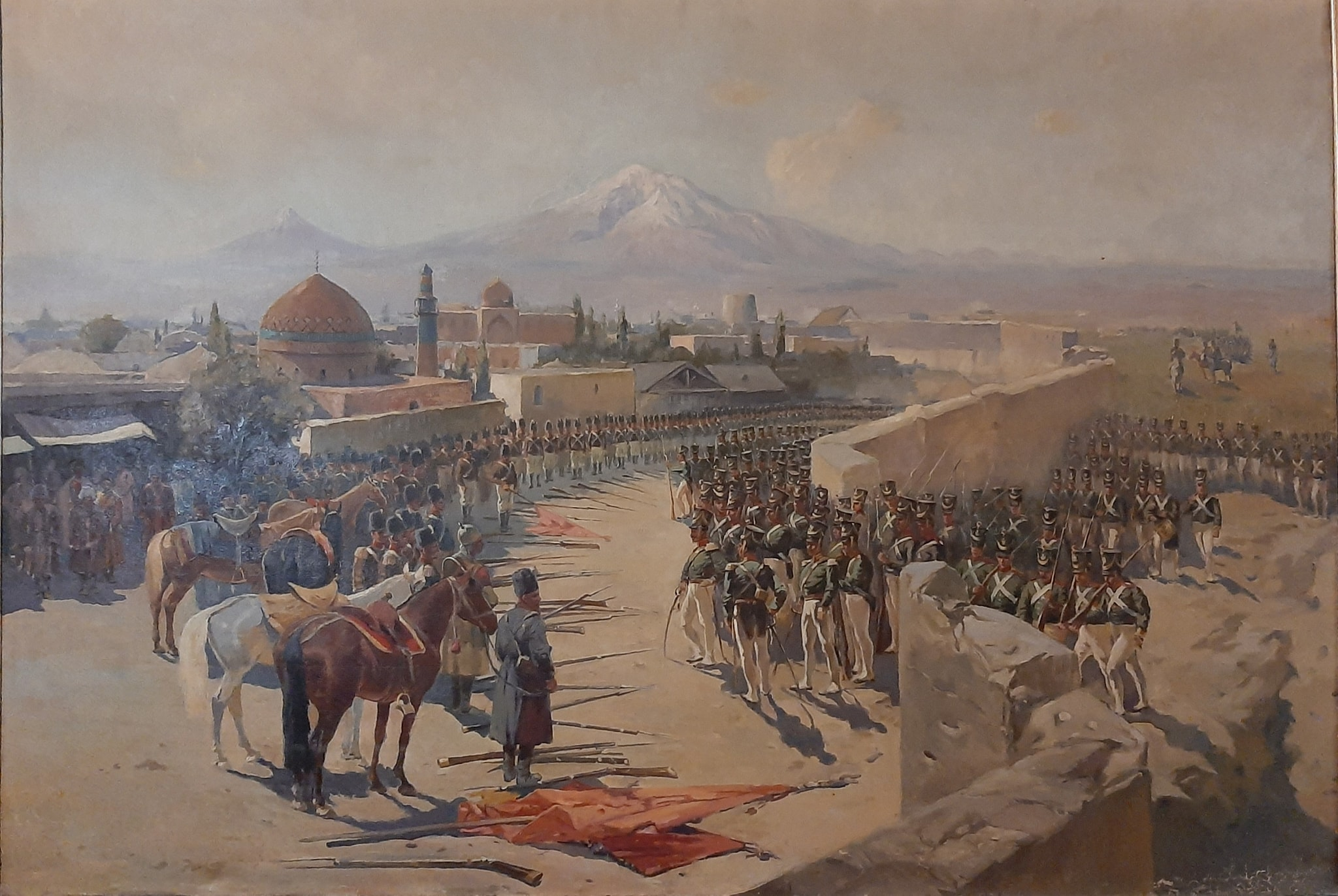
Eriwan mit seinen Moscheen und Minaretten bei der Einnahme durch russische Truppen 1827. Gemälde von Franz Roubaud

N.I.Woronow geht von insgesamt 60 Moscheen in der Ujesd Eriwan (eine kleinere Verwaltungseinheit innerhalb des Gouvernements Eriwan) aus. Der Archäologe Philipp L. Kohl richtete dabei in seinen Untersuchungen die Aufmerksamkeit auf die auffallend geringe Anzahl von muslimischen Kulturdenkmälern in Armenien, obwohl Muslime (Aserbaidschaner, Perser, Kurden) hier bis zum Vertrag von Turkmentschai die überwiegende Mehrheit gebildet hätten: „Unabhängig davon, welchen Statistiken zur demographischen Situation man sich auch zuwendet, besteht kein Zweifel, dass in dieser Region eine Großzahl materieller Denkmäler des Islam hätten existieren sollen. Ihre fast vollständige Abwesenheit kann heute kein Zufall sein.“

### Aserbaidschaner
Um die Wende zum 20. Jahrhundert lebten in Eriwan dem Enziklopeditscheski slowar Brockhaus-Efron zufolge 29.000 Menschen, die zu 4 % aus Aserbaidschanern, 48 % aus Armeniern und 2 % aus Russen bestanden. Gemäß der antireligiösen Ausrichtung der Sowjetideologie wurden nach der Etablierung der kommunistischen Herrschaft in Armenien viele islamische Einrichtungen demoliert, andere ähnlich wie die armenischen Kirchen geschlossen.
Durch den Erlass „Über die Umsiedlung von Genossenschaftsbauern und anderer Bevölkerung aus der Armenischen SSR in die Kura-Aras-Niederung der Aserbaidschanischen SSR “ vom 23. Dezember 1947 verloren etwa 150.000 Aserbaidschaner zwischen 1948 und 1953 ihre Heimatorte in Armenien und wurden nach Zentral-Aserbaidschan zwangsumgesiedelt. Deren Häuser besetzten die Armenier aus der Diaspora (überwiegend aus Syrien, Irak und Iran). Dadurch bedingt ging die Anzahl der aserbaidschanischen Bevölkerung in Armenien drastisch zurück. Allein in Jerewan sank deren Anteil 1959 bis auf 0,7 Prozent.

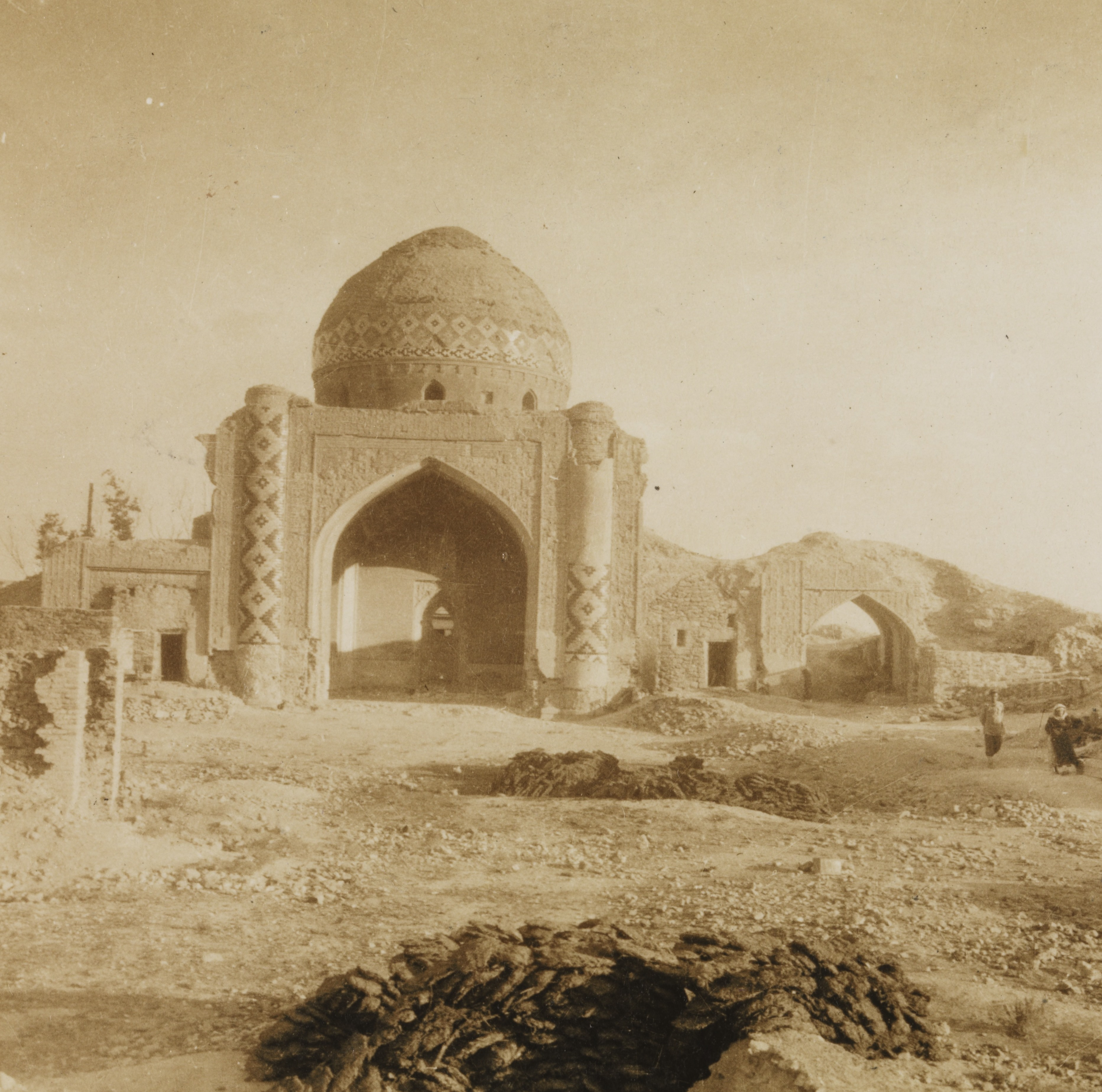
Die Überreste der Abbas-Mirza Moschee in Jerewan (1925). Fotograf Fridtjof Nansen

Mit erneutem Aufflammen des Bergkarabach-Konfliktes Ende der 1980er Jahre flohen etwa 200.000 Aserbaidschaner, die noch 1988 in Armenien lebten und somit die größte ethnische Minderheit bildeten, nach Aserbaidschan bzw. wurden vertrieben. Um die verbliebenen Relikte des kulturreligiösen Erbes der Aserbaidschaner vom Stadtbild Jerewans zu entfernen, wurde im Jahre 1990 eine der letzten und von Aserbaidschanern benutzte Moschee in der Vardanants Str. 22 abgerissen, weil diese, wie Thomas de Waal anmerkt, anders als Blaue Moschee nicht als „persisch“ klassifiziert werden konnte. Die Bezeichnung der Blauen Moschee als persisch wird währenddessen als linguistische Beseitigung der aserbaidschanischen Vergangenheit seitens der Armenier interpretiert, da die meisten Besucher dieses Gotteshauses einst Aserbaidschaner waren.

### Kurden
Die massenhafte Ansiedlung der Kurden in Armenien und anderen Territorien des südlichen Kaukasus durch osmanische Sultane begann ab Ende des 16. Jahrhunderts. Als ethnische Minderheit bekamen sie erst mit der Gründung der Demokratischen Republik Armenien 1918 politische Rechte. Ein Vertreter der Kurden wurde ins armenische Parlament gewählt. In der armenischen Armee dienten kurdische Offiziere und stellten kurdische Freiwilligeneinheiten auf.
Während stalinistischer Säuberungen wurden Tausende Kurden im Jahr 1937 aus Armenien nach Zentralasien zwangsdeportiert.  Zwischen 1939 und 1959 wurden viele Kurden von der Sowjetmacht entweder als Aserbaidschaner oder Armenier aufgelistet.
Die negativen Folgen des Bergkarabach-Konfliktes zwischen Armenien und Aserbaidschan trafen auch die kurdisch besiedelten Gebiete hart, insbesondere auf der armenischen Seite. Aufgrund ihrer kulturellen Nähe zu Aserbaidschanern erfuhren muslimische Kurden in Armenien Diskriminierungen und mussten Ende der 1980er Jahre nach Aserbaidschan oder in den russischen Nordkaukasus fliehen (insgesamt 18.000 Menschen). Mit der Eroberung aserbaidschanischer Städte Laçın und Kəlbəcər durch armenische Truppen wurde die kurdische Bevölkerung aus den genannten Provinzen vertrieben. 80 Prozent von ihnen ließen sich als Binnenvertriebene in Flüchtlingslagern von Ağcabədi in Aserbaidschan nieder.

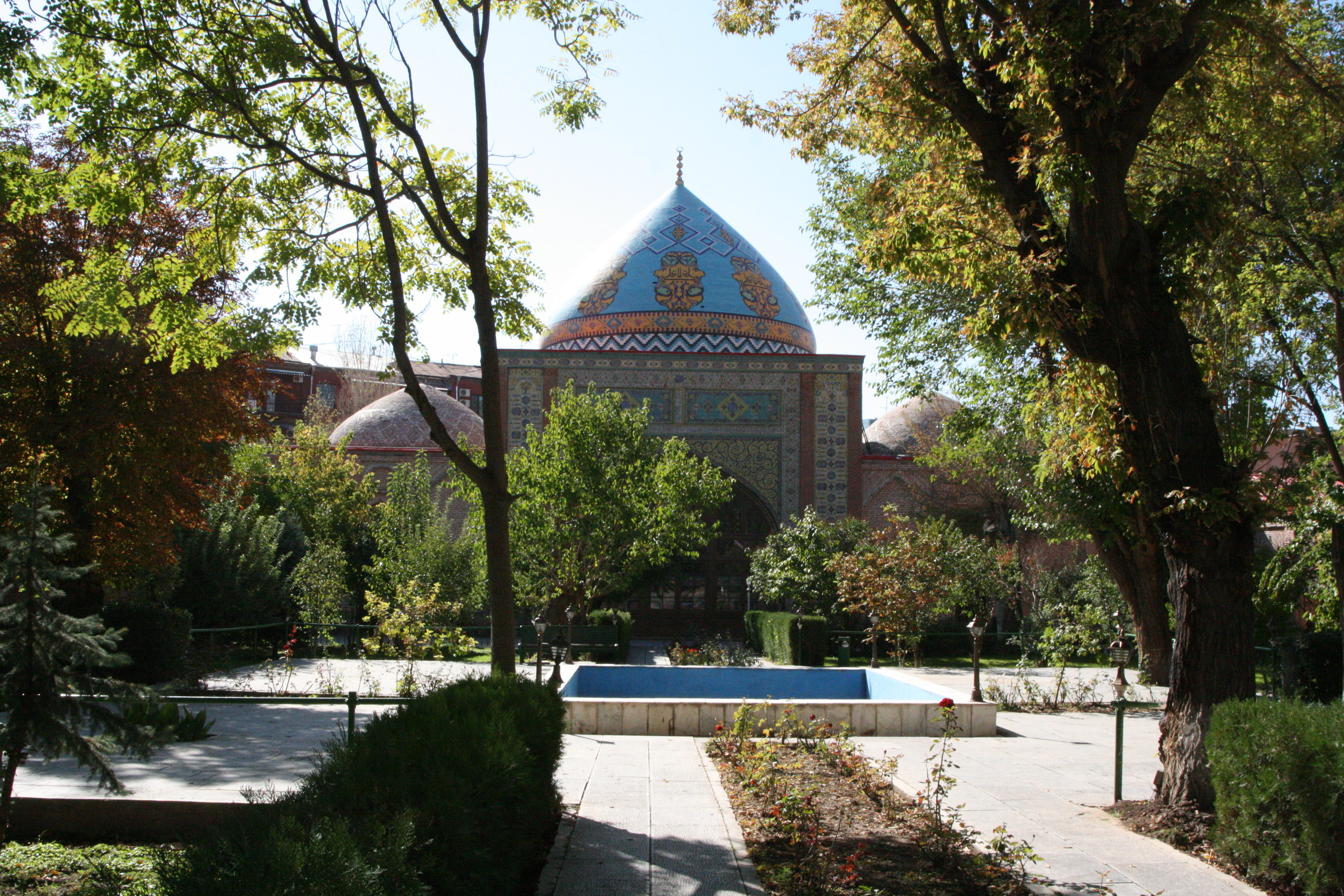
Blaue Moschee, Jerewan

2001 lebten in Armenien etwas mehr als 1500 muslimische Kurden.

## Gegenwart
Armenien gilt heutzutage als das monoethnischste Land im gesamten post-sowjetischen Raum, wo Armenier 98 Prozent der Landesbevölkerung ausmachen, gefolgt von Jesiden (1,2 %) und weiteren ethnischen Gruppen (0,8 %). Der Anteil der Muslime ist verschwindend gering und liegt der letzten Volkszählung aus dem Jahr 2011 zufolge bei lediglich 812 Personen (0,027 % der Gesamtbevölkerung).
Die auf Initiative und mit direkter finanzieller Unterstützung des Irans zwischen 1996 und 1999 restaurierte Blaue Moschee ist die einzig erhaltene schiitisch-islamische Einrichtung in Armenien, die die politischen Turbulenzen des 19. und 20. Jahrhunderts überstanden hat. Sie wird hauptsächlich von iranischen Staatsbürgern, die in Armenien beruflich tätig sind oder als Touristen kommen, genutzt und wurde von der armenischen Regierung im Oktober 2015 für 99 Jahre dem iranischen Staat verpachtet.